# Macrocera wanawarica
Macrocera wanawarica är en tvåvingeart som beskrevs av Ostroverkhova och Zaitzeva 1979. Macrocera wanawarica ingår i släktet Macrocera och familjen platthornsmyggor. Inga underarter finns listade i Catalogue of Life.